# Marta Gastini
Marta Gastini   (Alessandria, 2 d'octubre de 1989) és una actriu italiana, més coneguda per haver interpretat a Giulia Farnese en la sèrie Borgia.
El 2008 es va convertir en portaveu de "Christian Blind Mission". El 2011 va aparèixer en la pel·lícula El ritu, on va interpretar a Rosaria. Aquest mateix any es va unir a l'elenc principal de la sèrie francesa Borgia, on va interpretar a Giulia Farnese, l'amant del papa Alejandro VI (John Domen) fins al final de la sèrie en 2014. El 2012 va interpretar a Mina Harker en la pel·lícula Dracula 3D.